# 2025 dans les chemins de fer
 (août 2021).
| Années des chemins de fer : 2022 - 2023 - 2024 - 2025 - 2026 - 2027 - 2028    |
| Décennies des chemins de fer : 1990 - 2000 - 2010 - 2020 - 2030 - 2040 - 2050 |

## Évènements
- 11 mars : prise d'otages du Jaffar Express au Pakistan.
- 25 mars : la South Western Railway est nationalisée, devenant la première compagnie ferroviaire renationalisée dans le cadre d'une politique du gouvernement britannique visant à ramener dans le secteur public tous les opérateurs ferroviaires britanniques d'ici la fin de 2027[1].
- 27 juillet : en Allemagne, le déraillement d'un train au niveau de la ville de Riedlingen qui reliait Sigmaringen à Ulm avec 100 passagers à bord fait au moins 3 morts et 34 blessés[2].

## Évènements prévus[Par qui ?]
- Mise en service des rames MF 19 sur la Ligne 10 du Métro de Paris et réforme des MF 67.